# Pisidië

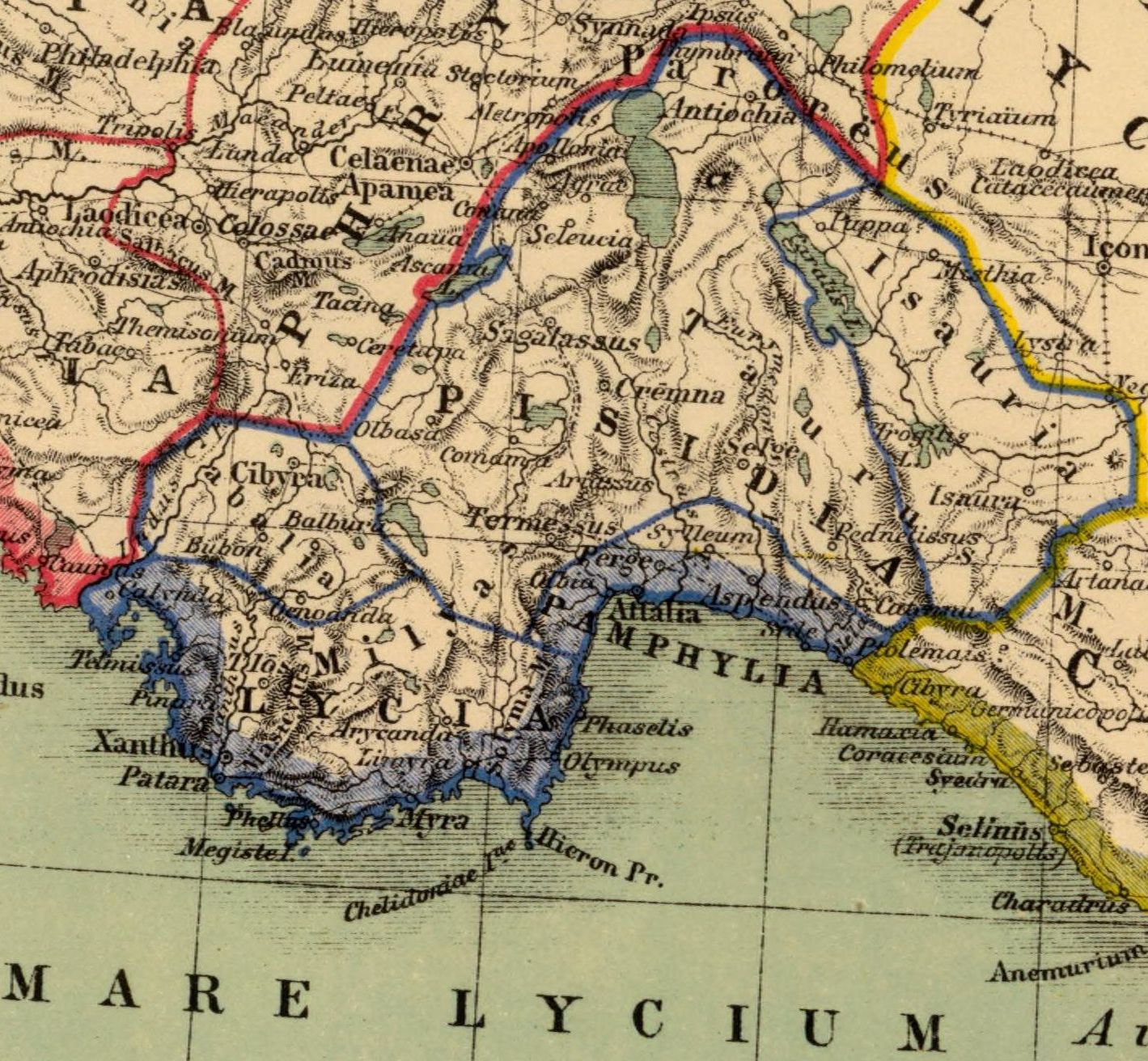
Pisidië ten noorden van de kuststreken Lycië en Pamphylië

Pisidië was een historische regio in Anatolië, nabij het huidige Antalya. Het was eerst onderdeel van de Romeinse provincie Galatië en later een aparte Romeinse provincie. Pisidië lag ten noorden van Lycië en grensde aan Carië, ten het westen van Phrygië en ten het zuiden van Pamphylië. Antieke steden in de provincie zijn Termessos, Selge, Cremna, Sagalassos, Etenna, Antiochia, Neapolis, Tyriacum, Laodiceia Katakekaumene en Philomelium.

## Geografie
Ondanks het feit dat de regio dicht bij de Middellandse Zee ligt, is er maar weinig regenval. De oorzaak hiervan is het Taurus-gebergte, dat de regen maar jaarlijks toelaat dit gebied te betreden. Hierdoor is er weinig bosbegroeiing, maar zijn er wel veel kleine taaie struikgewassen die er floreren. De Pisidische steden werden hierdoor meestal gesticht op bergplateaus waar het schaarse regenwater naartoe stroomt. Dit had ook tot gevolg dat de hellingen het vruchtbaarste waren en dus zeer geschikt voor de fruitbouw en voor het telen van vee.

## Geschiedenis

### Vroege geschiedenis
Pisidië werd reeds bevolkt sinds het Paleolithicum, sommige plaatsen zouden zelfs al sinds het derde millennium v.Chr. bewoond zijn. De klassieke Pisidiërs kwamen er echter wonen vanaf de 14de eeuw v.Chr. en stichtten enkele nieuwe steden zoals Sagalassos, bij de Hittieten als Salawassa beschreven. In die tijd was Pisidië nog een onderdeel van het Hittische rijk, Arzawa genaamd. Over de Pisidsche taal is weinig bekend, maar ze is klaarblijkelijk verwant met de andere Anatolische talen die een sub-groep vormen van de Indo-Europese talen.
Herodotus vermeldde het Pisidische volk onder hun pseudoniem Lakuna, dat van oorsprong een naam was voor de Pisidische volksstammen die de bergachtige streek ten noorden van de baai van Antalya bewoonden. Pisidiërs stonden ook op het lijstje van Griekse volkeren die de Perzen hielpen in hun strijd tegen Griekenland.
Het is nog onzeker of de Pisidiërs en Pamphyliërs één volk waren. Herodotus, die de Pisidiërs bijna niet behandelt, plaatst wel de Pamphyliërs bij de grote volkeren van Klein-Azië, terwijl Ephorus de twee afzonderlijk beschrijft, de een als een bergvolk en de ander als een kustvolk. In Pamphylië werden al vroeg Griekse kolonies en vestigingen door andere volkeren gesticht. Door deze vestigingen, gecombineerd met de grotere vruchtbaarheid, werden de kustbewoners meer geciviliseerd ten opzichte van hun buren uit het bergachtige binnenland. Pisidië bleef een wilde, bergachtig regio, en voor buitenlandse heersers een van de moeilijkste om over te regeren.
Pisidië behield steeds een zekere vorm van autonomie. Dit bleef onder de Hittieten, Lydiërs en zelfs onder de Perzen die, nadat ze Anatolië veroverd hadden, satrapen aanstelden om het gezag in de overwonnen gebieden te behouden.

### Hellenistische Periode
Alexander de Grote slaagde erin om op zijn weg naar Perzië Sagalassos te onderwerpen, doch hield de andere machtige stad uit de regio Termessos Alexander de Grote op afstand. Termessos kon namelijk rekenen op zijn grootste strategische ligging, waarvan later de Griekstalige Romeinse legerofficier Arrianus ooit zei: De twee kliffen vormen een soort natuurlijke toegangspoort, zodat een vrij klein leger vanuit de hoogte een vijand de doorgang kan belemmeren. Om deze reden schuwde de grote militaire strateeg uit Macedonië de stad.
Na de dood van Alexander kwam de regio toe aan Antigonus Monophthalmus en onmiddellijk daarna tot de een der diadochen Lysimachus, nog later behoorde Pisidië tot het rijk van Seleucus I Nicator. De regio werd hierdoor wel een grensgebied met rijk der Attaliden van Pergamon en met het Keltische koninkrijk der Galaten. Wederom door de moeilijke toegankelijkheid van de streek waren de Pisidische steden de laatste die hun eigen munt sloegen uit West-Anatolië.
Nadat Antiochus III de Grote, leider van de Seleuciden, tezamen met de reeds verslagen Hannibal Barkas Griekenland aanviel tegen de Romeinen werden ze echter gedwongen om terug te keren naar Azië. De Romeinen achtervolgden hen en brachten de Seleuciden een serieuze nederlaag toe. In het daaropvolgende Verdrag van Apamea (188 v.Chr.) deden de Seleuciden afstand van al hun gebieden die ten westen lagen van Cilicische Poort, waarbij dus ook Pisidië. De Romeinen verdeelden vervolgens de verworven gebieden aan hun Griekse bondgenoten. Pisidië kwam daarbij in de handen van de Attaliden, maar bij de dood van Attalus III (133 v.Chr.), hun laatste koning werd diens gehele rijk in zijn testament aan de Romeinse Republiek geschonken. Dit was echter niet het geval voor Pisidië die nu aan het koninkrijk van Cappadocië werd gedoneerd. In deze periode had de streek veel te kampen met Ciliaanse en Pamphylische piraten, totdat de Romeinen het gebied in 102 v.Chr. uiteindelijk toch inlijfden.
Met de overwinning van de Romeinen op de Galatische koning Amynthas (25 v.Chr.), die eens een bondgenoot was, werd Pisidië bij de nieuwe provincie Galatië ingedeeld.

### Romeinse overheersing
De Romeinen lieten de regio koloniseren door vele van hun veteranen zodat de controle op het gebied standhield. Vooral de agricultuur in de streek trok vele oorlogsveteranen aan die hun landen in Italië waren kwijtgeraakt. Onder Augustus werden acht nieuwe kolonies gesticht. Antiochia en Sagalassos werden de belangrijkste steden. De regio was zeer gelatiniseerd. Latijn bleef zelf de formele taal van het gebied tot de derde eeuw.

### De vroeg-christelijke periode
Pisidië speelde een belangrijke rol in de vroege spreiding van het christendom. Paulus bezocht op drie reizen Antiochië in Pisidië (niet te verwarren met Antiochië in Syria, ook een centrum van de vroege christenen), waardoor de stad het centrum werd van de leer van Christus in Anatolië. Met de legalisatie van het christendom door Constantijn de Grote in 311 werd de rol van de stad nog belangrijker. Antiochia werd een metropool en werd de hoofdstad van de christelijk Pisidische provincie, opgericht tijdens de 4de eeuw. De meeste steden werden in die tijd sterk gefortificeerd tijdens de burgeroorlogen en de invasies van buitenaf.

### De Byzantijnse periode
Na de grote bloei ging het zeer snel bergaf met Pisidië. De regio raakte verlaten. Dit begon met een grote aardbeving in 518, gevolgd een plaag in 541-543, vervolgens vanwege een nieuwe aardbeving en ten slotte door de invasie van Arabische plunderaars in het midden van zevende eeuw. De streek verloor nog meer van zijn aanzien door de verovering van Syrië door de moslims, waardoor de handelsroutes uitstierven. In de achtste eeuw nam het aantal rooftochten in de streek weer toe. In de elfde eeuw veroverden de Seltsjoeken Pisidië en stichtten er het sultanaat Rûm in Centraal-Anatolië. Pisidië werd echter niet zomaar uit de handen van de Byzantijnen genomen. De regio maakt dan weer deel uit van het sultanaat en dan weer van het Byzantijnse Rijk. Dit proces gaat continu door tot sultan Kilij Arslan II in 1176 Manuel Commenos in de Myriokephalon op grandioze wijze verslaat. Hierbij eindigde de Romeinse overheersing definitief en begon een tijdperk onder Turkse overheersing.